# Folketingsmedlemmer valgt i 2022
Ved Folketingsvalget 2022 valgtes 179 medlemmer af Folketinget i hele Kongeriget Danmark. Heraf 175 valgt i Danmark fordelt ud på 10 storkredse i hele Danmark. 2 medlemmer valgt på Færøerne, og 2 medlemmer valgt i Grønland.

## Fordeling af mandater
De forskellige partiers indvalgte folketingsmedlemmer blev ved folketingsvalget fordelt som i nedenstående tabel, som også beskriver ændringer i de enkelte partiers mandattal fra fordelingen ved folketingsvalget 2019. Efterfølgende ændringer i partiernes mandattal, grundet partiskift, beskrives i stedet i et senere afsnit.
| Liste    | Partinavn                   | Partileder                                | Mandater | Kredsmandater | Tillægsmandater |
| -------- | --------------------------- | ----------------------------------------- | -------- | ------------- | --------------- |
| A        | Socialdemokratiet           | Mette Frederiksen                         | 50       | 50            | 0               |
| B        | Radikale Venstre            | Sofie Carsten Nielsen                     | 7        | 2             | 5               |
| C        | Det Konservative Folkeparti | Søren Pape Poulsen                        | 10       | 7             | 3               |
| D        | Nye Borgerlige              | Pernille Vermund                          | 6        | 2             | 4               |
| F        | Socialistisk Folkeparti     | Pia Olsen Dyhr                            | 15       | 12            | 3               |
| I        | Liberal Alliance            | Alex Vanopslagh                           | 14       | 10            | 4               |
| K        | Kristendemokraterne         | Marianne Karlsmose                        | 0        | 0             | 0               |
| M        | Moderaterne                 | Lars Løkke Rasmussen                      | 16       | 13            | 3               |
| O        | Dansk Folkeparti            | Morten Messerschmidt                      | 5        | 1             | 4               |
| V        | Venstre                     | Jakob Ellemann-Jensen                     | 23       | 21            | 2               |
| Q        | Frie Grønne                 | Sikandar Siddique                         | 0        | 0             | 0               |
| Æ        | Danmarksdemokraterne        | Inger Støjberg                            | 14       | 11            | 3               |
| Ø        | Enhedslisten                | Kollektiv ledelse De facto: Mai Villadsen | 9        | 4             | 5               |
| Å        | Alternativet                | Franciska Rosenkilde                      | 6        | 2             | 4               |
| Færøerne |                             |                                           |          |               |                 |
| B        | Sambandsflokkurin           | Bárður á Steig Nielsen                    | 1        |               |                 |
| C        | Javnaðarflokkurin           | Aksel V. Johannesen                       | 1        |               |                 |
| Grønland |                             |                                           |          |               |                 |
|          | Inuit Ataqatigiit           | Múte Bourup Egede                         | 1        |               |                 |
|          | Siumut                      | Erik Jensen                               | 1        |               |                 |

## Valgte 1. november 2022
| Navn | Parti                       | Landsdel                | Storkreds                   | Personlige Stemmer |
| --- | --------------------------- | ----------------------- | --------------------------- | ------------------ |
| Ida Auken                                                                                                  | Socialdemokratiet           | Hovedstaden             | Københavns Storkreds        | 9.879              |
| Peter Hummelgaard                                                                                          | Socialdemokratiet           | Hovedstaden             | Københavns Storkreds        | 9.321              |
| Mette Reissmann                                                                                            | Socialdemokratiet           | Hovedstaden             | Københavns Storkreds        | 3.347              |
| Pernille Rosenkrantz-Theil                                                                                 | Socialdemokratiet           | Hovedstaden             | Københavns Storkreds        | 5.361              |
| Jeppe Bruus                                                                                                | Socialdemokratiet           | Hovedstaden             | Københavns Omegns Storkreds | 4.507              |
| Morten Bødskov                                                                                             | Socialdemokratiet           | Hovedstaden             | Københavns Omegns Storkreds | 8.489              |
| Maria Durhuus                                                                                              | Socialdemokratiet           | Hovedstaden             | Københavns Omegns Storkreds | 2.616              |
| Kasper Sand Kjær                                                                                           | Socialdemokratiet           | Hovedstaden             | Københavns Omegns Storkreds | 2.930              |
| Mattias Tesfaye                                                                                            | Socialdemokratiet           | Hovedstaden             | Københavns Omegns Storkreds | 13.948             |
| Fie Hækkerup                                                                                               | Socialdemokratiet           | Hovedstaden             | Nordsjællands Storkreds     | 5.789              |
| Henrik Møller                                                                                              | Socialdemokratiet           | Hovedstaden             | Nordsjællands Storkreds     | 4.218              |
| Matilde Powers                                                                                             | Socialdemokratiet           | Hovedstaden             | Nordsjællands Storkreds     | 4.221              |
| Rasmus Stoklund                                                                                            | Socialdemokratiet           | Hovedstaden             | Nordsjællands Storkreds     | 4.647              |
| Lea Wermelin                                                                                               | Socialdemokratiet           | Hovedstaden             | Bornholms Storkreds         | 3.580              |
| Kaare Dybvad Bek                                                                                           | Socialdemokratiet           | Sjælland-Syddanmark     | Sjællands Storkreds         | 8.891              |
| Mette Gjerskov                                                                                             | Socialdemokratiet           | Sjælland-Syddanmark     | Sjællands Storkreds         | 5.244              |
| Magnus Heunicke                                                                                            | Socialdemokratiet           | Sjælland-Syddanmark     | Sjællands Storkreds         | 22.102             |
| Astrid Krag                                                                                                | Socialdemokratiet           | Sjælland-Syddanmark     | Sjællands Storkreds         | 7.872              |
| Rasmus Horn Langhoff                                                                                       | Socialdemokratiet           | Sjælland-Syddanmark     | Sjællands Storkreds         | 4.931              |
| Kasper Roug                                                                                                | Socialdemokratiet           | Sjælland-Syddanmark     | Sjællands Storkreds         | 6.278              |
| Frederik Vad                                                                                               | Socialdemokratiet           | Sjælland-Syddanmark     | Sjællands Storkreds         | 5.082              |
| Trine Bramsen                                                                                              | Socialdemokratiet           | Sjælland-Syddanmark     | Fyns Storkreds              | 6.456              |
| Bjørn Brandenborg                                                                                          | Socialdemokratiet           | Sjælland-Syddanmark     | Fyns Storkreds              | 11.167             |
| Sara Emil Baaring                                                                                          | Socialdemokratiet           | Sjælland-Syddanmark     | Fyns Storkreds              | 5.247              |
| Thomas Skriver Jensen                                                                                      | Socialdemokratiet           | Sjælland-Syddanmark     | Fyns Storkreds              | 3.726              |
| Dan Jørgensen                                                                                              | Socialdemokratiet           | Sjælland-Syddanmark     | Fyns Storkreds              | 8.256              |
| Kim Aas | Socialdemokratiet           | Sjælland-Syddanmark     | Fyns Storkreds              | 2.337              |
| Benny Engelbrecht                                                                                          | Socialdemokratiet           | Sjælland-Syddanmark     | Sydjyllands Storkreds       | 10.657             |
| Anders Kronborg                                                                                            | Socialdemokratiet           | Sjælland-Syddanmark     | Sydjyllands Storkreds       | 7.407              |
| Christian Rabjerg Madsen                                                                                   | Socialdemokratiet           | Sjælland-Syddanmark     | Sydjyllands Storkreds       | 7.643              |
| Jesper Petersen                                                                                            | Socialdemokratiet           | Sjælland-Syddanmark     | Sydjyllands Storkreds       | 8.701              |
| Kris Jensen Skriver                                                                                        | Socialdemokratiet           | Sjælland-Syddanmark     | Sydjyllands Storkreds       | 3.723              |
| Birgitte Vind                                                                                              | Socialdemokratiet           | Sjælland-Syddanmark     | Sydjyllands Storkreds       | 7.116              |
| Camilla Fabricius                                                                                          | Socialdemokratiet           | Midtjylland-Nordjylland | Østjyllands Storkreds       | 4.510              |
| Leif Lahn Jensen                                                                                           | Socialdemokratiet           | Midtjylland-Nordjylland | Østjyllands Storkreds       | 7.443              |
| Jens Joel                                                                                                  | Socialdemokratiet           | Midtjylland-Nordjylland | Østjyllands Storkreds       | 6.418              |
| Malte Larsen                                                                                               | Socialdemokratiet           | Midtjylland-Nordjylland | Østjyllands Storkreds       | 6.313              |
| Thomas Monberg                                                                                             | Socialdemokratiet           | Midtjylland-Nordjylland | Østjyllands Storkreds       | 5.479              |
| Nicolai Wammen                                                                                             | Socialdemokratiet           | Midtjylland-Nordjylland | Østjyllands Storkreds       | 18.022             |
| Mogens Jensen                                                                                              | Socialdemokratiet           | Midtjylland-Nordjylland | Vestjyllands Storkreds      | 6.413              |
| Thomas Jensen                                                                                              | Socialdemokratiet           | Midtjylland-Nordjylland | Vestjyllands Storkreds      | 5.803              |
| Annette Lind                                                                                               | Socialdemokratiet           | Midtjylland-Nordjylland | Vestjyllands Storkreds      | 9.797              |
| Anne Paulin                                                                                                | Socialdemokratiet           | Midtjylland-Nordjylland | Vestjyllands Storkreds      | 6.905              |
| Mette Frederiksen                                                                                          | Socialdemokratiet           | Midtjylland-Nordjylland | Nordjyllands Storkreds      | 60.837             |
| Ane Halsboe-Jørgensen                                                                                      | Socialdemokratiet           | Midtjylland-Nordjylland | Nordjyllands Storkreds      | 5.469              |
| Per Husted                                                                                                 | Socialdemokratiet           | Midtjylland-Nordjylland | Nordjyllands Storkreds      | 2.221              |
| Simon Kollerup                                                                                             | Socialdemokratiet           | Midtjylland-Nordjylland | Nordjyllands Storkreds      | 9.947              |
| Bjarne Laustsen                                                                                            | Socialdemokratiet           | Midtjylland-Nordjylland | Nordjyllands Storkreds      | 7.601              |
| Flemming Møller Mortensen                                                                                  | Socialdemokratiet           | Midtjylland-Nordjylland | Nordjyllands Storkreds      | 6.194              |
| Rasmus Prehn                                                                                               | Socialdemokratiet           | Midtjylland-Nordjylland | Nordjyllands Storkreds      | 1.899              |
| Samira Nawa                                                                                                | Radikale Venstre            | Hovedstaden             | Københavns Storkreds        | 6.302              |
| Sofie Carsten Nielsen                                                                                      | Radikale Venstre            | Hovedstaden             | Københavns Omegns Storkreds | 2.467              |
| Martin Lidegaard                                                                                           | Radikale Venstre            | Hovedstaden             | Nordsjællands Storkreds     | 7.167              |
| Zenia Stampe                                                                                               | Radikale Venstre            | Sjælland-Syddanmark     | Sjællands Storkreds         | 2.836              |
| Lotte Rod                                                                                                  | Radikale Venstre            | Sjælland-Syddanmark     | Sydjyllands Storkreds       | 2.714              |
| Katrine Robsøe                                                                                             | Radikale Venstre            | Midtjylland-Nordjylland | Østjyllands Storkreds       | 3.736              |
| Christian Friis Bach                                                                                       | Radikale Venstre            | Midtjylland-Nordjylland | Nordjyllands Storkreds      | 1.489              |
| Helle Bonnesen                                                                                             | Det Konservative Folkeparti | Hovedstaden             | Københavns Storkreds        | 2.783              |
| Rasmus Jarlov                                                                                              | Det Konservative Folkeparti | Hovedstaden             | Københavns Omegns Storkreds | 5.216              |
| Mette Abildgaard                                                                                           | Det Konservative Folkeparti | Hovedstaden             | Nordsjællands Storkreds     | 6.376              |
| Brigitte Klintskov Jerkel                                                                                  | Det Konservative Folkeparti | Sjælland-Syddanmark     | Sjællands Storkreds         | 1.965              |
| Mai Mercado                                                                                                | Det Konservative Folkeparti | Sjælland-Syddanmark     | Fyns Storkreds              | 4.426              |
| Niels Flemming Hansen                                                                                      | Det Konservative Folkeparti | Sjælland-Syddanmark     | Sydjyllands Storkreds       | 2.452              |
| Mona Juul                                                                                                  | Det Konservative Folkeparti | Midtjylland-Nordjylland | Østjyllands Storkreds       | 3.695              |
| Lise Bertelsen                                                                                             | Det Konservative Folkeparti | Midtjylland-Nordjylland | Vestjyllands Storkreds      | 1.894              |
| Søren Pape Poulsen                                                                                         | Det Konservative Folkeparti | Midtjylland-Nordjylland | Vestjyllands Storkreds      | 15.767             |
| Per Larsen                                                                                                 | Det Konservative Folkeparti | Midtjylland-Nordjylland | Nordjyllands Storkreds      | 2.384              |
| Mette Thiesen                                                                                              | Nye Borgerlige              | Hovedstaden             | Nordsjællands Storkreds     | 4.357              |
| Peter Seier Christensen                                                                                    | Nye Borgerlige              | Sjælland-Syddanmark     | Sjællands Storkreds         | 2.806              |
| Mikkel Bjørn                                                                                               | Nye Borgerlige              | Sjælland-Syddanmark     | Fyns Storkreds              | 888                |
| Pernille Vermund                                                                                           | Nye Borgerlige              | Sjælland-Syddanmark     | Sydjyllands Storkreds       | 15.375             |
| Lars Boje Mathiesen                                                                                        | Nye Borgerlige              | Midtjylland-Nordjylland | Østjyllands Storkreds       | 11.150             |
| Kim Edberg Andersen                                                                                        | Nye Borgerlige              | Midtjylland-Nordjylland | Nordjyllands Storkreds      | 5.218              |
| Lisbeth Bech-Nielsen                                                                                       | Socialistisk Folkeparti     | Hovedstaden             | Københavns Storkreds        | 2.279              |
| Pia Olsen Dyhr                                                                                             | Socialistisk Folkeparti     | Hovedstaden             | Københavns Storkreds        | 18.758             |
| Carl Valentin                                                                                              | Socialistisk Folkeparti     | Hovedstaden             | Københavns Storkreds        | 2.631              |
| Sigurd Agersnap                                                                                            | Socialistisk Folkeparti     | Hovedstaden             | Københavns Omegns Storkreds | 2.857              |
| Marianne Bigum                                                                                             | Socialistisk Folkeparti     | Hovedstaden             | Nordsjællands Storkreds     | 2.823              |
| Anne Valentina Berthelsen                                                                                  | Socialistisk Folkeparti     | Sjælland-Syddanmark     | Sjællands Storkreds         | 1.383              |
| Astrid Carøe                                                                                               | Socialistisk Folkeparti     | Sjælland-Syddanmark     | Sjællands Storkreds         | 2.111              |
| Jacob Mark                                                                                                 | Socialistisk Folkeparti     | Sjælland-Syddanmark     | Sjællands Storkreds         | 31.235             |
| Karsten Hønge                                                                                              | Socialistisk Folkeparti     | Sjælland-Syddanmark     | Fyns Storkreds              | 5.215              |
| Karina Lorentzen Dehnhardt                                                                                 | Socialistisk Folkeparti     | Sjælland-Syddanmark     | Sydjyllands Storkreds       | 5.139              |
| Kirsten Normann Andersen                                                                                   | Socialistisk Folkeparti     | Midtjylland-Nordjylland | Østjyllands Storkreds       | 8.693              |
| Sofie Lippert                                                                                              | Socialistisk Folkeparti     | Midtjylland-Nordjylland | Østjyllands Storkreds       | 2.338              |
| Charlotte Broman Mølbæk                                                                                    | Socialistisk Folkeparti     | Midtjylland-Nordjylland | Østjyllands Storkreds       | 2.982              |
| Signe Munk                                                                                                 | Socialistisk Folkeparti     | Midtjylland-Nordjylland | Vestjyllands Storkreds      | 8.032              |
| Theresa Berg Andersen                                                                                      | Socialistisk Folkeparti     | Midtjylland-Nordjylland | Nordjyllands Storkreds      | 4.115              |
| Ole Birk Olesen                                                                                            | Liberal Alliance            | Hovedstaden             | Københavns Storkreds        | 5.488              |
| Alexander Ryle                                                                                             | Liberal Alliance            | Hovedstaden             | Københavns Storkreds        | 1.948              |
| Steffen Larsen                                                                                             | Liberal Alliance            | Hovedstaden             | Københavns Omegns Storkreds | 1.500              |
| Steffen W. Frølund                                                                                         | Liberal Alliance            | Hovedstaden             | Nordsjællands Storkreds     | 2.120              |
| Lars-Christian Brask                                                                                       | Liberal Alliance            | Sjælland-Syddanmark     | Sjællands Storkreds         | 3.442              |
| Sandra Elisabeth Skalvig                                                                                   | Liberal Alliance            | Sjælland-Syddanmark     | Sjællands Storkreds         | 854                |
| Katrine Daugaard                                                                                           | Liberal Alliance            | Sjælland-Syddanmark     | Fyns Storkreds              | 2.861              |
| Helena Artmann Andresen                                                                                    | Liberal Alliance            | Sjælland-Syddanmark     | Sydjyllands Storkreds       | 1.143              |
| Henrik Dahl                                                                                                | Liberal Alliance            | Sjælland-Syddanmark     | Sydjyllands Storkreds       | 5.779              |
| Louise Brown                                                                                               | Liberal Alliance            | Midtjylland-Nordjylland | Østjyllands Storkreds       | 1.085              |
| Jens Meilvang                                                                                              | Liberal Alliance            | Midtjylland-Nordjylland | Østjyllands Storkreds       | 1.642              |
| Alex Vanopslagh                                                                                            | Liberal Alliance            | Midtjylland-Nordjylland | Østjyllands Storkreds       | 38.284             |
| Carsten Bach                                                                                               | Liberal Alliance            | Midtjylland-Nordjylland | Vestjyllands Storkreds      | 2.103              |
| Sólbjørg Jakobsen                                                                                          | Liberal Alliance            | Midtjylland-Nordjylland | Nordjyllands Storkreds      | 4.421              |
| Nanna W. Gotfredsen                                                                                        | Moderaterne                 | Hovedstaden             | Københavns Storkreds        | 2.333              |
| Jon Stephensen                                                                                             | Moderaterne                 | Hovedstaden             | Københavns Storkreds        | 1.550              |
| Rasmus Lund-Nielsen                                                                                        | Moderaterne                 | Hovedstaden             | Københavns Omegns Storkreds | 1.874              |
| Monika Rubin                                                                                               | Moderaterne                 | Hovedstaden             | Københavns Omegns Storkreds | 3.376              |
| Jakob Engel-Schmidt                                                                                        | Moderaterne                 | Hovedstaden             | Nordsjællands Storkreds     | 4.252              |
| Mike Villa Fonseca                                                                                         | Moderaterne                 | Sjælland-Syddanmark     | Sjællands Storkreds         | 505                |
| Charlotte Bagge Hansen                                                                                     | Moderaterne                 | Sjælland-Syddanmark     | Sjællands Storkreds         | 2.187              |
| Lars Løkke Rasmussen                                                                                       | Moderaterne                 | Sjælland-Syddanmark     | Sjællands Storkreds         | 38.439             |
| Rosa Eriksen                                                                                               | Moderaterne                 | Sjælland-Syddanmark     | Fyns Storkreds              | 4.469              |
| Henrik Frandsen                                                                                            | Moderaterne                 | Sjælland-Syddanmark     | Sydjyllands Storkreds       | 6.206              |
| Mette Kierkgaard                                                                                           | Moderaterne                 | Sjælland-Syddanmark     | Sydjyllands Storkreds       | 2.935              |
| Tobias Grotkjær Elmstrøm                                                                                   | Moderaterne                 | Midtjylland-Nordjylland | Østjyllands Storkreds       | 4.085              |
| Peter Have                                                                                                 | Moderaterne                 | Midtjylland-Nordjylland | Østjyllands Storkreds       | 952                |
| Karin Liltorp                                                                                              | Moderaterne                 | Midtjylland-Nordjylland | Østjyllands Storkreds       | 3.375              |
| Jeppe Søe                                                                                                  | Moderaterne                 | Midtjylland-Nordjylland | Vestjyllands Storkreds      | 2.452              |
| Kristian Klarskov                                                                                          | Moderaterne                 | Midtjylland-Nordjylland | Nordjyllands Storkreds      | 1.772              |
| Morten Messerschmidt                                                                                       | Dansk Folkeparti            | Hovedstaden             | Københavns Omegns Storkreds | 6.722              |
| Pia Kjærsgaard                                                                                             | Dansk Folkeparti            | Sjælland-Syddanmark     | Sjællands Storkreds         | 6.084              |
| Alex Ahrendtsen                                                                                            | Dansk Folkeparti            | Sjælland-Syddanmark     | Fyns Storkreds              | 1.477              |
| Peter Kofod                                                                                                | Dansk Folkeparti            | Sjælland-Syddanmark     | Sydjyllands Storkreds       | 3.887              |
| Nick Zimmermann                                                                                            | Dansk Folkeparti            | Midtjylland-Nordjylland | Østjyllands Storkreds       | 1.039              |
| Jan E. Jørgensen                                                                                           | Venstre                     | Hovedstaden             | Københavns Storkreds        | 4.270              |
| Linea Søgaard-Lidell                                                                                       | Venstre                     | Hovedstaden             | Københavns Storkreds        | 3.719              |
| Karen Ellemann                                                                                             | Venstre                     | Hovedstaden             | Københavns Omegns Storkreds | 8.716              |
| Hans Andersen                                                                                              | Venstre                     | Hovedstaden             | Nordsjællands Storkreds     | 4.031              |
| Sophie Løhde                                                                                               | Venstre                     | Hovedstaden             | Nordsjællands Storkreds     | 12.210             |
| Peter Juel-Jensen                                                                                          | Venstre                     | Hovedstaden             | Bornholms Storkreds         | 3.849              |
| Morten Dahlin                                                                                              | Venstre                     | Sjælland-Syddanmark     | Sjællands Storkreds         | 5.466              |
| Louise Schack Elholm                                                                                       | Venstre                     | Sjælland-Syddanmark     | Sjællands Storkreds         | 4.702              |
| Jacob Jensen                                                                                               | Venstre                     | Sjælland-Syddanmark     | Sjællands Storkreds         | 5.797              |
| Erling Bonnesen                                                                                            | Venstre                     | Sjælland-Syddanmark     | Fyns Storkreds              | 6.489              |
| Lars Chr. Lilleholt                                                                                        | Venstre                     | Sjælland-Syddanmark     | Fyns Storkreds              | 5.017              |
| Anni Matthiesen                                                                                            | Venstre                     | Sjælland-Syddanmark     | Sydjyllands Storkreds       | 9.540              |
| Christoffer Aagaard Melson                                                                                 | Venstre                     | Sjælland-Syddanmark     | Sydjyllands Storkreds       | 6.460              |
| Hans Christian Schmidt                                                                                     | Venstre                     | Sjælland-Syddanmark     | Sydjyllands Storkreds       | 5.084              |
| Jakob Ellemann-Jensen                                                                                      | Venstre                     | Midtjylland-Nordjylland | Østjyllands Storkreds       | 20.945             |
| Michael Aastrup Jensen                                                                                     | Venstre                     | Midtjylland-Nordjylland | Østjyllands Storkreds       | 5.795              |
| Troels Lund Poulsen                                                                                        | Venstre                     | Midtjylland-Nordjylland | Østjyllands Storkreds       | 4.584              |
| Thomas Danielsen                                                                                           | Venstre                     | Midtjylland-Nordjylland | Vestjyllands Storkreds      | 7.568              |
| Mads Fuglede                                                                                               | Venstre                     | Midtjylland-Nordjylland | Vestjyllands Storkreds      | 6.981              |
| Søren Gade                                                                                                 | Venstre                     | Midtjylland-Nordjylland | Vestjyllands Storkreds      | 17.998             |
| Marie Bjerre                                                                                               | Venstre                     | Midtjylland-Nordjylland | Nordjyllands Storkreds      | 9.744              |
| Preben Bang Henriksen                                                                                      | Venstre                     | Midtjylland-Nordjylland | Nordjyllands Storkreds      | 10.644             |
| Torsten Schack Pedersen                                                                                    | Venstre                     | Midtjylland-Nordjylland | Nordjyllands Storkreds      | 5.248              |
| Charlotte Munch                                                                                            | Danmarksdemokraterne        | Hovedstaden             | Københavns Omegns Storkreds | 648                |
| Marlene Harpsøe                                                                                            | Danmarksdemokraterne        | Hovedstaden             | Nordsjællands Storkreds     | 1.669              |
| Susie Jessen                                                                                               | Danmarksdemokraterne        | Sjælland-Syddanmark     | Sjællands Storkreds         | 1.195              |
| Peter Skaarup                                                                                              | Danmarksdemokraterne        | Sjælland-Syddanmark     | Sjællands Storkreds         | 7.341              |
| Jens Henrik Thulesen Dahl                                                                                  | Danmarksdemokraterne        | Sjælland-Syddanmark     | Fyns Storkreds              | 2.210              |
| Karina Adsbøl                                                                                              | Danmarksdemokraterne        | Sjælland-Syddanmark     | Sydjyllands Storkreds       | 3.567              |
| Søren Espersen                                                                                             | Danmarksdemokraterne        | Sjælland-Syddanmark     | Sydjyllands Storkreds       | 4.996              |
| Kenneth Fredslund Petersen                                                                                 | Danmarksdemokraterne        | Sjælland-Syddanmark     | Sydjyllands Storkreds       | 782                |
| Hans Kristian Skibby                                                                                       | Danmarksdemokraterne        | Midtjylland-Nordjylland | Østjyllands Storkreds       | 3.112              |
| Dennis Flydtkjær                                                                                           | Danmarksdemokraterne        | Midtjylland-Nordjylland | Vestjyllands Storkreds      | 7.501              |
| Betina Kastbjerg                                                                                           | Danmarksdemokraterne        | Midtjylland-Nordjylland | Vestjyllands Storkreds      | 2.037              |
| Lise Bech                                                                                                  | Danmarksdemokraterne        | Midtjylland-Nordjylland | Nordjyllands Storkreds      | 521                |
| Kristian Bøgsted                                                                                           | Danmarksdemokraterne        | Midtjylland-Nordjylland | Nordjyllands Storkreds      | 480                |
| Inger Støjberg                                                                                             | Danmarksdemokraterne        | Midtjylland-Nordjylland | Nordjyllands Storkreds      | 47.211             |
| Pelle Dragsted                                                                                             | Enhedslisten                | Hovedstaden             | Københavns Storkreds        | 14.129             |
| Rosa Lund                                                                                                  | Enhedslisten                | Hovedstaden             | Københavns Storkreds        | 9.670              |
| Jette Gottlieb                                                                                             | Enhedslisten                | Hovedstaden             | Københavns Storkreds        | 1.147              |
| Søren Søndergaard                                                                                          | Enhedslisten                | Hovedstaden             | Københavns Omegns Storkreds | 1.788              |
| Trine Pertou Mach                                                                                          | Enhedslisten                | Sjælland-Syddanmark     | Sjællands Storkreds         | 1.737              |
| Victoria Velásquez                                                                                         | Enhedslisten                | Sjælland-Syddanmark     | Fyns Storkreds              | 3.416              |
| Søren Egge Rasmussen                                                                                       | Enhedslisten                | Sjælland-Syddanmark     | Sydjyllands Storkreds       | 264                |
| Mai Villadsen                                                                                              | Enhedslisten                | Midtjylland-Nordjylland | Østjyllands Storkreds       | 10.822             |
| Peder Hvelplund                                                                                            | Enhedslisten                | Midtjylland-Nordjylland | Nordjyllands Storkreds      | 1.978              |
| Christina Olumeko                                                                                          | Alternativet                | Hovedstaden             | Københavns Storkreds        | 3.476              |
| Franciska Rosenkilde                                                                                       | Alternativet                | Hovedstaden             | Københavns Storkreds        | 15.699             |
| Helene Liliendahl Brydensholt                                                                              | Alternativet                | Hovedstaden             | Nordsjællands Storkreds     | 1.183              |
| Sascha Faxe                                                                                                | Alternativet                | Sjælland-Syddanmark     | Sjællands Storkreds         | 1.129              |
| Torsten Gejl                                                                                               | Alternativet                | Midtjylland-Nordjylland | Østjyllands Storkreds       | 3.444              |
| Theresa Scavenius                                                                                          | Alternativet                | Midtjylland-Nordjylland | Nordjyllands Storkreds      | 1.081              |
| Anna Falkenberg                                                                                            | Sambandsflokkurin           | Færøerne                | N/A                         | 2.973              |
| Sjúrður Skaale                                                                                             | Javnaðarflokkurin           | Færøerne                | Suðurstreymoy               | 3.804              |
| Aaja Chemnitz Driefer                                                                                      | Inuit Ataqatigiit           | Grønland                | N/A                         | 4.289              |
| Aki-Matilda Høegh-Dam                                                                                      | Siumut                      | Grønland                | N/A                         | 6.655              |
| Kilde: "Valgte kandidater og stedfortrædere - Folketingsvalg tirsdag 1. november 2022", Danmarks Statistik |                             |                         |                             |                    |

## Medlemmer, der er udtrådt og/eller har skiftet parti i perioden
| Navn                    | Skiftet fra      | Skiftet til          | Dato               |
| ----------------------- | ---------------- | -------------------- | ------------------ |
| Mette Thiesen           | Nye Borgerlige   | Løsgænger            | 7. november 2022   |
| Mikkel Bjørn            | Nye Borgerlige   | Dansk Folkeparti     | 24. januar 2023    |
| Mette Thiesen           | Løsgænger        | Dansk Folkeparti     | 6. februar 2023    |
| Lars Boje Mathiesen     | Nye Borgerlige   | Løsgænger            | 9. marts 2023      |
| Jon Stephensen          | Moderaterne      | Løsgænger            | 17. august 2023    |
| Theresa Scavenius       | Alternativet     | Løsgænger            | 17. september 2023 |
| Mike Villa Fonseca      | Moderaterne      | Løsgænger            | 17. november 2023  |
| Pernille Vermund        | Nye Borgerlige   | Løsgænger            | 10. januar 2024    |
| Peter Seier Christensen | Nye Borgerlige   | Løsgænger            | 10. januar 2024    |
| Kim Edberg Andersen     | Nye Borgerlige   | Løsgænger            | 16. januar 2024    |
| Pernille Vermund        | Løsgænger        | Liberal Alliance     | 17. januar 2024    |
| Kim Edberg Andersen     | Løsgænger        | Danmarksdemokraterne | 19. marts 2024     |
| Mads Fuglede            | Venstre          | Danmarksdemokraterne | 19. marts 2024     |
| Christian Friis Bach    | Radikale Venstre | Venstre              | 5. august 2024     |
| Jeppe Søe               | Moderaterne      | Løsgænger            | 5. september 2024  |
| Aki-Matilda Høegh-Dam   | Siumut           | Løsgænger            | 7. februar 2025    |
| Aki-Matilda Høegh-Dam   | Løsgænger        | Naleraq              | 10. februar 2025   |
| Karin Liltorp           | Moderaterne      | Løsgænger            | 23. februar 2025   |
| Karin Liltorp           | Løsgænger        | Alternativet         | 4. marts 2025      |

| Udtrådt                    | Indtrådt                | Parti                       | Dato              |
| -------------------------- | ----------------------- | --------------------------- | ----------------- |
| Karen Ellemann             | Kim Valentin            | Venstre                     | 14. november 2022 |
| Kristian Klarskov          | Mohammad Rona           | Moderaterne                 | 23. november 2022 |
| Sofie Carsten Nielsen      | Stinus Lindgreen        | Radikale Venstre            | 1. maj 2023       |
| Mette Gjerskov †           | Tanja Larsson*          | Socialdemokratiet           | 13. juni 2023     |
| Jakob Ellemann-Jensen      | Heidi Bank              | Venstre                     | 23. oktober 2023  |
| Kasper Sand Kjær           | Gunvor Wibroe           | Socialdemokratiet           | 31. oktober 2023  |
| Annette Lind               | Karin Gaardsted         | Socialdemokratiet           | 29. februar 2024  |
| Søren Pape Poulsen †       | Dina Raabjerg           | Det Konservative Folkeparti | 2. marts 2024     |
| Niels Flemming Hansen      | Frederik Bloch Münster  | Det Konservative Folkeparti | 25. juni 2024     |
| Henrik Dahl                | Carl Andersen           | Liberal Alliance            | 15. juli 2024     |
| Jette Gottlieb             | Laila Stockmarr         | Enhedslisten                | 1. november 2024  |
| Jacob Mark                 | Mads Olsen              | Socialistisk Folkeparti     | 1. december 2024  |
| Dan Jørgensen              | Lasse Haugaard Pedersen | Socialdemokratiet           | 1. december 2024  |
| Rasmus Prehn               | Morten Klessen          | Socialdemokratiet           | 1. marts 2025     |
| Pernille Rosenkrantz-Theil | Yildiz Akdogan          | Socialdemokratiet           | 20. maj 2025      |
| Michael Aastrup Jensen     | Erik Veje Rasmussen     | Venstre                     | 30. juni 2025     |

*Jeppe Kofod (A) var egentlig 1. suppleant til Mette Gjerskov, men nedlagde sit mandat d. 2. maj 2023

## Medlemmer der ikke genopstiller
| Navn                       | Parti                       |
| -------------------------- | --------------------------- |
| Annette Lind               | Socialdemokratiet           |
| Astrid Krag                | Socialdemokratiet           |
| Bjarne Laustsen            | Socialdemokratiet           |
| Dan Jørgensen              | Socialdemokratiet           |
| Kasper Sand Kjær           | Socialdemokratiet           |
| Mette Gjerskov †           | Socialdemokratiet           |
| Rasmus Prehn               | Socialdemokratiet           |
| Pernille Rosenkrantz-Theil | Socialdemokratiet           |
| Thomas Jensen              | Socialdemokratiet           |
| Sofie Carsten Nielsen      | Radikale Venstre            |
| Niels Flemming Hansen      | Det Konservative Folkeparti |
| Rasmus Jarlov              | Det Konservative Folkeparti |
| Søren Pape Poulsen †       | Det Konservative Folkeparti |
| Jacob Mark                 | Socialistisk Folkeparti     |
| Henrik Dahl                | Liberal Alliance            |
| Kristian Klarskov          | Moderaterne                 |
| Pia Kjærsgaard             | Dansk Folkeparti            |
| Hans Christian Schmidt     | Venstre                     |
| Jakob Ellemann-Jensen      | Venstre                     |
| Karen Ellemann             | Venstre                     |
| Michael Aastrup Jensen     | Venstre                     |
| Karina Adsbøl              | Danmarksdemokraterne        |
| Lise Bech                  | Danmarksdemokraterne        |
| Søren Espersen             | Danmarksdemokraterne        |
| Jette Gottlieb             | Enhedslisten                |
| Mai Villadsen              | Enhedslisten                |
| Aki-Matilda Høegh-Dam      | Naleraq                     |